# Break the Ice
"Break the Ice" je pjesma američke pop pjevačice Britney Spears objavljena 28. ožujka 2008. kao treći i posljednji singl s njenog petog studijskog albuma Blackout izdavača Jive Records. Pjesmu su napisali Nate "Danja" Hills, Marcella "Ms. Lago" Araica, Keri Hilson, James Washington. "Break the Ice" je uptempo-dance pjesma.
Glazbeni kritičari su cijenili pjesmu, nazivajući je jednom od prepoznatljivih pjesma s albuma. "Break the Ice" je dosegla broj jedan na Billboard Hot Dance Club Play ljestvici i u jedanaest zemalja je bila u top 20.

## Uspjeh na glazbenim ljestvicama
Pjesma se po prvi puta plasirala na ljestvicu Billboard Hot 100 15. ožujka 2008. godine na 100. poziciji. Najviša pozicija na toj ljestvici bila je 43. Dva tjedna kasnije pjesma se plasirala na prvoj poziciji ljestvice Hot Dance Club Songs, time joj je i treći singl s albuma dospio na prvom mjestu ljestvice. Do lipnja 2010. godine singl je prodan u 688 000 primjeraka u SAD-u. Na kanadskoj ljestvici singlova Canadian Hot 100 pjesma je debitirala na 97. poziciji, a najviša je bila deveta.
Dana, 5. svibnja 2008. pjesma je debitirala na 41. poziciji australske ljestvice singlova ARIA Singles Top 50. 19. svibnja 2008. plasirala se na 24. poziciji to je i ujedno najviša pozicija tog singla na ljestvici. Na britanskoj ljestvici UK Singles Chart pjesma se plasirala na 15. poziciji dok u ostatku Europe nije imala zabilježen veći uspjeh na ljestvicama. U Danskoj je singl prodan u 15 000 primjeraka i time je dobio zlatnu certifikaciju od International Federation of the Phonographic Industry (IFPI-a).

## Popis pjesama
| Europski/australski maksi singl (88697 296522) 1. "Break the Ice" (glavna verzija) — 3:16 2. "Break the Ice" (Kaskade Remix) — 5:28 3. "Break the Ice" (Tracy Young Mixshow) — 6:32 4. "Break the Ice" (Tonal Remix) — 4:52 5. "Break the Ice" (glazbeni video) Američki digitalni EP 1. "Break the Ice" (glavna verzija) — 3:16 2. "Break the Ice" (Jason Nevins Rock Remix) — 3:16 3. "Break the Ice" (Kaskade Remix) — 5:28 | Europski CD singl (88697 290262) 1. "Break the Ice" ) — 3:16 2. "Everybody" — 3:18 Digitalni EP s remiksevima 1. "Break the Ice" (Jason Nevins produženi mix) — 6:18 2. "Break the Ice" (Jason Nevins Dub) — 6:57 3. "Break the Ice" (Mike Rizzo Generation Club Mix) — 6:41 4. "Break the Ice" (Mike Rizzo Generation Dub) — 7:14 5. "Break the Ice" (Tracy Young Club Mix) — 8:50 6. "Break the Ice" (Tracy Young Dub) — 8:28 |

## Službene verzije i remiksevi
| - Glavna verzija — 3:16 - Instrumentalna verzija — 3:07 - West Furtado's (Fire Edit) — 3:24 - West Furtado's (Ice Remix) — 4:19 - Demo verzija (It's Been a While) — 3:01 - Doug Grayson Radio Edit — 4:10 - Doug Grayson Remix — 4:42 - Jason Nevins Radio Remix — 3:11 - Jason Nevins Extended — 6:18 - Jason Nevins Dub — 6:57 - Jason Nevins Rock Remix — 3:16 - Soul Seekerz Club Mix — 6:10 - Lenny Bertoldo Remix — 5:30 - Soul Seekerz Edit — 2:55 - Soul Seekerz Dub — 8:24 - Soul Seekerz Dirty Club — 8:23 - Tonal Radio Edit — 3:53 - Tonal Remix — 4:52 | - Wideboys Club Mix — 5:47 - Wideboys Edit — 3:05 - Wideboys Dub — 5:17 - Mike Rizzo Funk Generation Radio Edit — 3:34 - Mike Rizzo Funk Generation Radio Mix (demo) — 3:47 - Mike Rizzo Funk Generation Club — 6:41 - Mike Rizzo Funk Generation Dub — 7:14 - Kaskade Radio Mix — 3:21 - Kaskade Remix — 5:28 - Tracy Young Club — 8:50 - Tracy Young Dub — 8:28 - Tracy Young Radio Mix — 3:42 - Tracy Young Mixshow — 6:32 - Twisted Dee Club Mix — 8:11 - Urban Cyborg Remix featuring Fabolous — 3:40 - The Circus Starring: Britney Spears Simon Ellis Remix |

## Ljestvice
| Ljestvica (2008)                    | Najviša pozicija |
| ----------------------------------- | ---------------- |
| Australija                          | 23               |
| Austrija                            | 16               |
| Kanada                              | 9                |
| Danska                              | 13               |
| Nizozemska                          | 61               |
| Europa                              | 31               |
| Finska                              | 8                |
| Njemačka                            | 25               |
| Irska                               | 7                |
| Italija                             | 9                |
| Turska                              | 11               |
| Rumunjska                           | 17               |
| Novi Zeland                         | 24               |
| Švedska                             | 11               |
| Švicarska                           | 63               |
| UK                                  | 15               |
| SAD (Billboard Hot 100)             | 43               |
| SAD (Billboard Hot Dance Club Play) | 1                |
| SAD (Billboard Pop 100)             | 20               |

| Regija     | Datum             | Format             |
| ---------- | ----------------- | ------------------ |
| SAD        | 3. ožujka 2008.   | Radio              |
| SAD        | 28. ožujka 2008.  | Digitalni download |
| UK         | 14. travnja 2008. | CD singl           |
| Europa     | 18. travnja 2008. | CD singl           |
| Njemačka   | 2. svibnja 2008.  | CD singl           |
| Australija | 10. svibnja 2008. | CD singl           |
| Italija    | 11. srpnja 2008.  | CD singl           |

| Britney Spears     | Britney Spears |
| ------------------ | --- |
|                    | |
| Studijski albumi   | ...Baby One More Time • Oops!... I Did It Again • Britney • In the Zone • Blackout • Circus • Femme Fatale • Britney Jean                                                                         |
|                    | |
| Kompilacije        | Greatest Hits: My Prerogative • B in the Mix: The Remixes • The Singles Collection |
|                    | |
| Filmografija       | Crossroads • Britney & Kevin: Chaotic • Britney: For the Record |
|                    | |
| Video/uživo albumi | Time Out with Britney Spears • Live and More! • Britney: The Videos • Live from Las Vegas • In the Zone • Greatest Hits: My Prerogative                                                           |
|                    | |
| Turneje            | ...Baby One More Time Tour • Oops!... I Did It Again World Tour • Dream Within a Dream Tour • The Onyx Hotel Tour • The Circus Starring Britney Spears • Femme Fatale Tour • Britney: Piece of Me |
|                    | |
| Diskografija       | |

| Britney Spears     | Britney Spears |
| ------------------ | --- |
|                    | |
| Studijski albumi   | ...Baby One More Time • Oops!... I Did It Again • Britney • In the Zone • Blackout • Circus • Femme Fatale • Britney Jean                                                                         |
|                    | |
| Kompilacije        | Greatest Hits: My Prerogative • B in the Mix: The Remixes • The Singles Collection |
|                    | |
| Filmografija       | Crossroads • Britney & Kevin: Chaotic • Britney: For the Record |
|                    | |
| Video/uživo albumi | Time Out with Britney Spears • Live and More! • Britney: The Videos • Live from Las Vegas • In the Zone • Greatest Hits: My Prerogative                                                           |
|                    | |
| Turneje            | ...Baby One More Time Tour • Oops!... I Did It Again World Tour • Dream Within a Dream Tour • The Onyx Hotel Tour • The Circus Starring Britney Spears • Femme Fatale Tour • Britney: Piece of Me |
|                    | |
| Diskografija       | |

| Singlovi Britney Spears       | Singlovi Britney Spears |
| ----------------------------- | --- |
|                               | |
| ...Baby One More Time         | ...Baby One More Time" • "Sometimes" • "(You Drive Me) Crazy" • "Born to Make You Happy" • "From the Bottom of My Broken Heart"           |
|                               | |
| Oops!... I Did It Again       | Oops!... I Did It Again" • "Lucky" • "Stronger" • "Don't Let Me Be the Last to Know"                                                      |
|                               | |
| Britney                       | "I'm a Slave 4 U" • "Overprotected" • "I'm Not a Girl, Not Yet a Woman" • "Anticipating" / "I Love Rock 'n' Roll" • "Boys"                |
|                               | |
| In the Zone                   | "Me Against the Music" • "Toxic" • "Everytime" • "Outrageous"                                                                             |
|                               | |
| Greatest Hits: My Prerogative | "My Prerogative" • "Do Somethin'" |
|                               | |
| Blackout                      | "Gimme More" • "Piece of Me" • "Break the Ice" • "Radar"                                                                                  |
|                               | |
| Circus                        | "Womanizer" • "Circus" • "If U Seek Amy" • "Radar"                                                                                        |
|                               | |
| The Singles Collection        | "3" |
|                               | |
| Femme Fatale                  | "Hold It Against Me" • "Till the World Ends" • "I Wanna Go" • "Criminal"                                                                  |
|                               | |
| Britney Jean                  | "Work Bitch" • "Perfume" |
|                               | |
| Ostale pjesme                 | "My Only Wish (This Year)" • "I've Just Begun (Having My Fun)" • "Chris Cox Megamix" • "Someday (I Will Understand)" • "And Then We Kiss" |

| Singlovi Britney Spears       | Singlovi Britney Spears |
| ----------------------------- | --- |
|                               | |
| ...Baby One More Time         | ...Baby One More Time" • "Sometimes" • "(You Drive Me) Crazy" • "Born to Make You Happy" • "From the Bottom of My Broken Heart"           |
|                               | |
| Oops!... I Did It Again       | Oops!... I Did It Again" • "Lucky" • "Stronger" • "Don't Let Me Be the Last to Know"                                                      |
|                               | |
| Britney                       | "I'm a Slave 4 U" • "Overprotected" • "I'm Not a Girl, Not Yet a Woman" • "Anticipating" / "I Love Rock 'n' Roll" • "Boys"                |
|                               | |
| In the Zone                   | "Me Against the Music" • "Toxic" • "Everytime" • "Outrageous"                                                                             |
|                               | |
| Greatest Hits: My Prerogative | "My Prerogative" • "Do Somethin'" |
|                               | |
| Blackout                      | "Gimme More" • "Piece of Me" • "Break the Ice" • "Radar"                                                                                  |
|                               | |
| Circus                        | "Womanizer" • "Circus" • "If U Seek Amy" • "Radar"                                                                                        |
|                               | |
| The Singles Collection        | "3" |
|                               | |
| Femme Fatale                  | "Hold It Against Me" • "Till the World Ends" • "I Wanna Go" • "Criminal"                                                                  |
|                               | |
| Britney Jean                  | "Work Bitch" • "Perfume" |
|                               | |
| Ostale pjesme                 | "My Only Wish (This Year)" • "I've Just Begun (Having My Fun)" • "Chris Cox Megamix" • "Someday (I Will Understand)" • "And Then We Kiss" |